# Další dálniční atrakce
Další dálniční atrakce (Another Roadside Attraction, 1971, česky Argo 1997) je román, který napsal americký spisovatel Tom Robbins.
Hlavními hrdiny Robbinsova prvního románu jsou manželé Amanda a Jan Pavel Zillerovi, jejich syn Thor, Zillerův blízký kamarád L. Westminster „Plucky“ Purcell, pavián Mon Cul a vědec Marx Úžasný. Zillerovi si otevřou bistro s párky v rohlíku a s malou zoo. Tam brzy jako jediná pracovní síla nastoupí zběhlý vědec Marx. Plucky Purcell zvláštní shodou okolností (a aniž by to bylo jeho záměrem) infiltruje utajený řád katolických mnichů, kteří pracují jako zabijáci ve službách Vatikánu, a přitom ve vatikánských katakombách objeví mrtvé balzamované tělo Krista, které propašuje z Evropy do Ameriky, do Zillerovic bistra. Tam všichni společně dlouho přemítají nad tím, jaký dopad by na společnost mělo oznámení, že Kristus nevstal z mrtvých a nebyl vzkříšen, ale stejně jako každý jiný prostě umřel.
Robbins zde poprvé velmi obratně útočí na konzervativní americkou společnost a na církev. Poměrně hodně se věnuje střetu mezi abstraktním duchovnem a zemitým, praktickým pohledem na život. Přes notnou dávku humoru a nadsázky (v jakési snové sekvenci například nechává postícího se Krista hovořit s Tarzanem, který jede na oslu a žvýká muškátové oříšky) ale přistupuje k věci v podstatě velmi vážně.